# ممیش‌لی (چوکوروا)
ممیش‌لی (به ترکی استانبولی: Memişli) یک منطقهٔ مسکونی در ترکیه است که در کارایسالی واقع شده‌است.